# Петър Иванов (футболист)
Вижте пояснителната страница за други личности с името Петър Иванов.
Петър Иванов – Вертер е български футболист, вратар, състезавал се в периода от 1920 до 1934 г., неизменно с екипа на Левски (София).

## Кариера
За „сините“ той играе в 76 шампионатни мача, 35 международни и 32 други мача. Два пъти е носител на столичната Купа „Улпия Сердика“ (1926, 1930). Четири пъти е столичен шампион (1923, 1924, 1925, 1933). Той е един от най-популярните вратари на Левски в първите години от съществуването му, смятан за родоначалник на силната вратарска школа на клуба.
Иванов е и първият вратар на националния отбор на България, за който записва 2 участия. Участва в Олимпийските игри в Париж през 1924 г., като е на вратата в единствения мач на българите в турнира – срещу Ирландия (0:1).

## Памет
На Петър Иванов-Вертер е наречена улица в жилищен комплекс „Малинова долина“ в София (Карта).